# Bola
För andra betydelser, se Bola (olika betydelser).

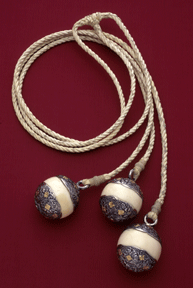
En bola

Bola (från spanska bola, boll, kula, även kallad boleadoras) är ett kastvapen och fångstredskap från förhistorisk tid som används för att fånga in djur genom att sno sig om dess ben eller hals. En bola består av en eller flera tunga kulor (upp till 9 stycken) vanligen av sten, trä, järn eller bly fästade i cirka 1 meter långa, upptill förenade rep. Är kulorna flera håller kastaren i en av dem och svänger de övriga över huvudet innan han slänger iväg hela redskapet. Boleadoras användes ursprungligen av olika indianfolk i Patagonien och Pampas som jaktvapen för att jaga bland annat Nanduer. Idag användes boleadoras främst av argentinska och uruguayska gauchos som ett hjälpmedel vid boskapsskötsel. Bland dessa gauchos har bolas även blivit en symbol för deras yrkesidentitet.
Ett liknande jaktvapen används av tjuktjer i östra Sibirien och eskimåer men även bland människor i andra delar av världen som de på Gilbertöarna och Karolinerna.